# 陳水在
陳水在（1948年10月8日—），中華民國陸軍上校，金門縣人，1991年（民國80年）5月以陸軍政戰上校獲派任為第20任金門縣縣長，1992年11月7日國防部終止戰地政務後，由福建省政府派任為第21任縣長，並於1993年底當選金門首任民選縣長，1997年順利連任，2001底卸任縣長轉戰立法委員但失利。
2009年8月8日，在陳氏宗親會支持下，宣布投入年底金門縣長選舉，挑戰獲國民黨提名的縣議員李沃士。

## 事件─金酒公司弊案
1997年間，縣營金酒公司為開發低酒精度的高粱酒「冰心酒」，1998年由民營亞洲酒品公司取得38度酒產製及承銷權，檢調懷疑涉及官商勾結、利益輸送，2001年6月展開調查並依違反貪污治罪條例提起公訴。
2002年6月，金門地院一審判決陳水在無期徒刑、褫奪公權終身，涉案的還有縣府官員、酒商及民意代表，喧騰一時；2005年1月，金門高分院二審判決大逆轉，以「無積極確切證據證明陳水在等人涉嫌貪污」，改判陳水在無罪，檢方提起上訴；最高法院兩度發回更審，金門高分院在2010年更一審、2011年更二審均判決無罪。
民國一0二年三月，金門高分院更三審判決，陳水在具公務人員身分，經辦公用工程舞弊，處有期徒刑12年，併科罰金新台幣1,000萬元、褫奪公權10年。
民國一0五年八月，金門高分院更四審判決，陳水在非身分公務員，不符圖利罪所規範範圍，全案無罪確定。
| 中華民國政府職務 | 中華民國政府職務                                         | 中華民國政府職務 |
| ---------------- | -------------------------------------------------------- | ---------------- |
| 金門縣政府       |                                                          |                  |
| 前任： 李清正    | 金門縣縣長 官派第二十一任 1991年5月3日－1993年12月20日   | 末任             |
| 首任             | 金門縣縣長 民選第一、二屆 1993年12月20日－2001年12月20日 | 繼任： 李炷烽    |